# Tucker Poolman
Tucker Poolman (* 8. Juni 1993 in Dubuque, Iowa) ist ein US-amerikanischer Eishockeyspieler, der seit Oktober 2024 bei der Colorado Avalanche aus der National Hockey League (NHL) unter Vertrag steht und für diese auf der Position des Verteidigers spielt. Zuvor verbrachte er vier Jahre in der Organisation der Winnipeg Jets und spielte drei Jahre für die Vancouver Canucks.

## Karriere
Tucker Poolman ist in East Grand Forks (Minnesota) aufgewachsen, wo er zunächst für die East Grand Forks High School spielte. Nach einem Jahr bei den Wichita Falls Wildcats in der North American Hockey League (NAHL) wechselte er zu den Omaha Lancers in die United States Hockey League (USHL). Aufgrund seiner guten Leistungen bei den Lancers wurde Poolman im NHL Entry Draft 2013 in der fünften Runde an 127. Position von den Winnipeg Jets ausgewählt.
Von 2014 bis 2017 spielte er für das Team der University of North Dakota, die Fighting Hawks, in der National Collegiate Hockey Conference (NCHC). Mit den Fighting Hawks konnte er 2015 und 2016 den Titel als bestes Team der Division gewinnen, gefolgt vom nationalen Landestitel der NCAA. In der Saison 2016/17 wurde er zudem ins First All-Star Team der NCHC. Weiterhin wurde er in der Saison 2016/17 als NCHC Best Defensive Defenseman ausgezeichnet.
Im März 2017 unterzeichnete er einen Einstiegsvertrag mit den Winnipeg Jets und war mit Beginn der Saison 2017/18 erstmals für deren Farmteam, die Manitoba Moose, in der American Hockey League (AHL) aktiv.
Sein NHL-Debüt im Trikot der Jets gab er am 9. Oktober 2017 beim 5:2-Auswärtssieg bei den Edmonton Oilers, sein erstes Tor in der NHL erzielte er bei der 5:2-Auswärtsniederlage bei den New York Islanders. Nachdem er die folgende Spielzeit 2018/19 ausschließlich in der AHL verbracht hatte, etablierte er sich zur Saison 2019/20 im NHL-Aufgebot der Jets.
Nach vier Jahren in Winnipeg wurde sein Vertrag im Sommer 2021 nicht verlängert, sodass er sich im Juli 2021 als Free Agent den Vancouver Canucks anschloss. Dort unterzeichnete er einen neuen Vierjahresvertrag, der ihm ein Gesamtgehalt von zehn Millionen US-Dollar einbringen soll. Von der Saison 2022/23 allerdings verpasste er einen Großteil aufgrund einer Verletzung, ebenso wie die gesamte Spielzeit 2023/24. Dabei wurde zwischenzeitlich bekannt, dass er am postkommotionellen Syndrom leidet, dabei insbesondere unter Migräne. Es wird davon ausgegangen, dass Poolman auch in der Saison 2024/25 nicht zum Einsatz kommen wird. Im Oktober 2024 wurde er samt einem Viertrunden-Wahlrecht im NHL Entry Draft 2025 an die Colorado Avalanche abgegeben, wobei Vancouver weiterhin ein Viertel seines Gehalts übernahm. Im Gegenzug wechselte Erik Brännström nach Vancouver.

## Erfolge und Auszeichnungen
| - 2014 USHL All-Star Game - 2014 USHL First All-Star Team - 2014 USA Hockey Junior Player of the Year - 2015 Penrose-Cup-Gewinn mit der University of North Dakota - 2016 Penrose-Cup-Gewinn mit der University of North Dakota | - 2016 NCAA-Division-I-Championship mit der University of North Dakota - 2017 NCHC All-Tournament Team - 2017 NCHC Best Defensive Defenseman - 2017 NCHC First All-Star Team - 2017 NCAA West First All-American Team |

## Karrierestatistik
Stand: Ende der Saison 2024/25
(Legende zur Spielerstatistik: Sp oder GP = absolvierte Spiele; T oder G = erzielte Tore; V oder A = erzielte Assists; Pkt oder Pts = erzielte Scorerpunkte; SM oder PIM = erhaltene Strafminuten; +/− = Plus/Minus-Bilanz; PP = erzielte Überzahltore; SH = erzielte Unterzahltore; GW = erzielte Siegtore; 1 Play-downs/Relegation; Kursiv: Statistik nicht vollständig)